# Rodrigo Pimentel
Rodrigo Rodrigues Pimentel (Rio de Janeiro, 2 de março de 1971), mais conhecido como Capitão Pimentel, é um ex-militar brasileiro, tendo sido oficial da Polícia Militar do Rio de Janeiro de 1990 a 2004, atualmente com canal no youtube Canal Rodrigo Pimentel.

## Biografia
Foi membro da Polícia Militar do Rio de Janeiro, de 1990 a 2004. Como capitão, atuou no BOPE de 1994 a 2000. Em 1997, concedeu entrevista (disponível no YouTube) na qual relata com detalhes a sua experiência no BOPE em operações no combate ao tráfico de drogas em morros no Rio de Janeiro e discorre a respeito da atividade policial especializada na capital. É pós-graduado em sociologia urbana pela UERJ. Foi articulista do Jornal do Brasil e co-produtor do documentário Ônibus 174. Ex-integrante do Bope, hoje consultor de segurança, Pimentel entrou para a polícia com 19 anos e pediu exoneração aos 33 anos . Seu primeiro contato com o cinema foi durante a produção de Notícias de uma Guerra Particular. Foi durante as filmagens do documentário Ônibus 174, sobre o sequestro do ônibus 174 no Rio de Janeiro, que Pimentel comentou seu interesse de fazer uma ficção sobre a polícia do Rio, baseados em relatos de amigos e na sua própria experiência no Bope. Nascia ali a ideia do Tropa de Elite.
Em 2005, com o roteiro do filme já em andamento, Pimentel escreveu o livro Elite da Tropa, em parceria com Luiz Eduardo Soares e André Batista.
Após muitos acharem que o personagem principal do filme Tropa de Elite, o Capitão Nascimento, é inspirado em si mesmo, Pimentel declarou que foi um personagem criado e totalmente fictício, baseado em acontecimentos ocorridos com ele e com outros integrantes do BOPE. Rodrigo Pimentel foi comentarista de segurança da Rede Globo e fez participação no RJTV 1ª edição até sua saída, em 2015.